# Стратегічна оборонна ініціатива

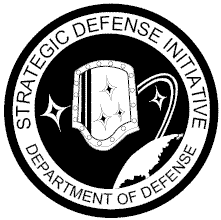
Логотип СОІ

Не варто плутати з Стратегічною ініціативою — терміном у військовій справі.
Стратегічна оборонна ініціатива (СОІ, англ. Strategic Defense Initiative (SDI)), також знана як Зоряні Війни — довгострокова програма США по створенню глобальної системи протиракетної оборони з елементами космічних озброєнь, проголошена Президентом Р. Рейганом 23 березня 1983 року у ході «холодної війни» з СРСР. Розмовна назва, а також назва, поширена в ЗМІ — «зоряні війни», яка походить від найменування однойменного відомого кінопроєкту, що відображало фантастичність програми за своїми цілями та методами їх досягнення. Погрожувала перенесенням військового протистояння в космос, означала відхід від усіх попередніх обмежень стратегічних наступальних озброєнь, передбачала створення науково-технічного відділу для розробки науково-дослідних та дослідно-конструкторських робіт (НДДКР) з даного питання. Її кінцеві цілі — завоювання панування в космосі, створення протиракетного «щита» США для надійного прикриття всієї території Північної Америки за допомогою розгортання кількох ешелонів ударних космічних озброєнь, здатних перехоплювати й знищувати балістичні ракети і їх бойові блоки на всіх ділянках польоту. Недоліком програми було те, що вона вимагала роз'яснень, які влада США так і не опублікувала. Як наслідок, вона створила в країні атмосферу страху перед «космічним злом». У відповідь на прийняття СОІ, СРСР припинив будь-які перемовини щодо роззброєння, а в 1984 році разом з іншими комуністичними країнами бойкотував Олімпійські ігри в Лос-Анджелесі.
Основні елементи такої системи передбачалося базувати в космосі. Для ураження  великої кількості цілей (декількох тисяч) протягом декількох хвилин в ПРО за програмою СОІ передбачалося використання активних засобів ураження, заснованих на нових фізичних принципах, у тому числі променевих, електромагнітних, кінетичних, надвисокочастотних, а також нового покоління традиційного ракетної зброї "земля -космос ", " повітря-космос ".
Досить складними є проблеми виведення елементів ПРО на опорні орбіти, розпізнавання цілей в умовах перешкод, збіжності променевої енергії на великих відстанях, прицілювання по високошвидкісних маневруючих цілях і багато інших. Таким глобальним макросистемам, як ПРО, які мають складну автономну архітектуру і різноманіття функціональних зв'язків, притаманні нестабільність і здатність до самозбудження від внутрішніх несправностей і зовнішніх збурюючих факторів. Можливе в цьому випадку несанкціоноване спрацювання окремих елементів космічного ешелону системи ПРО може бути розцінено іншою стороною як підготовка до удару і може спровокувати її на попереджувальні дії.
Роботи за програмою СОІ принципово відрізняються від видатних розробок минулого — таких, як, наприклад, створення атомної бомби («Манхеттенський проєкт») або висадка людини на Місяць (проєкт «Аполлон»). При їх вирішенні автори проєктів долали досить передбачувані проблеми, зумовлені лише законами природи. При розв'язанні проблем з перспективної ПРО автори будуть змушені вести боротьбу також і з розумним супротивником, здатним до розробки непередбачуваних і ефективних контрзаходів.
Аналіз можливостей СОІ показав, що така ПРО не вирішила в повному обсязі завдання захисту території США від балістичних ракет і виявилася стратегічно недоцільною та економічно марнотратною. Крім того, саме по собі розгортання ПРО за програмою СОІ, безсумнівно, ініціювало перегони стратегічних наступальних озброєнь з СРСР.
За часів адміністрації Президента Клінтона в 1993 SDI була перейменована на «Ballistic Missile Defense Organization». Були змінені задачі для організації: перехід від глобального захисту до регіонального, переорієнтування з національної ПРО на ПРО театру бойових дій.
У 2002 адміністрацією Президента Джорджа Буша BMDO було перейменовано у Missile Defense Agency.